# 藤田哲啓
藤田 哲啓（ふじた あきひろ、1990年7月31日 - ）は、トップリーグ日野レッドドルフィンズに所属するラグビー選手。

## プロフィール
- 青森県出身[1]。
- ポジションはフランカー(FL)。
- 身長 175cm、体重 93kg
- プレースタイルはアグレッシブ。

## 略歴
ラグビーは高校から始めた。
2009年、青森北高校卒業後、帝京大学に入る。なお青森北高校時代に主将を務めて、第32回高校東西対抗試合の参加メンバーに選出された。
2013年、帝京大学卒業後、日野自動車レッドドルフィンズに加入。同年9月14日に行われたトップイーストリーグの横河武蔵野アトラスターズ戦に先発出場で公式戦初出場を果たす。